# 渥太華道路列表
以下是加拿大安大略省渥太華的主要道路列表。
- 機場徑（Airport Parkway）
- 亞厘畢街（Albert Street）
- 亞比安道（Albion Road）
- 翠巒徑（Alta Vista Drive）
- 安達臣道（Anderson Road）
- 航空徑（Aviation Parkway）
- 銀行街（Bank Street）
- 貝理雅道（Blair Road）
- 布夫街（Booth Street）
- 界限道（Boundary Road）
- 布朗臣路（Bronson Avenue）
- 布祿菲道（Brookfield Road）
- 金馬倫街（Cameron Street）
- 卡靈路（Carling Avenue）
- 嘉芙蓮街（Catherine Street）
- 張伯倫路（Chamberlain Avenue）
- 拜副將徑（Colonel By Drive）
- 康洛綺道（Conroy Road）
- 達美尼道（Dalmeny Road）
- 唐耐勵徑（Donnelly Drive）
- 伊利近街（Elgin Street）
- 花柳田道（Fallowfield Road)
- 渡船道（Ferry Road）
- 格列士敦路（Gladstone Avenue）
- 港灣街（Harbour Street）
- 荷塘路（Hawthorne Avenue）
- 野豬背道（Hog's Back Road）
- 狩獵會道（Hunt Club Road）
- 島嶼公園徑（Island Park Drive）
- 貞德大道（Jeanne d'Arc Boulevard）
- 根德街（Kent Street）
- 英皇愛德華路（King Edward Avenue）
- 洛里埃路（Laurier Avenue）
- 利特林道（Leitrim Road）
- 利斯達道（Lester Road）
- 里昂街（Lyon Street）
- 美特蘭路（Maitland Avenue）
- 藍海道（Mer Bleue Road）
- 麥卡菲街（Metcalfe Street）
- 米治奧雲斯道（Mitch Owens Road）
- 滿地可道（Montreal Road）
- 美利街（Murray Street）
- 納凡道（Navan Road）
- 奧干拿街（O'Connor Street）
- 舊滿地可道（Old Montreal Road）
- 舊皮利士葛道（Old Prescott Road）
- 渥太華街（Ottawa Street）
- 柏杜路（Parkdale Avenue）
- 巴富街（Perth Street）
- 柏斯頓街（Preston Street）
- 威爾斯親王徑（Prince of Wales Drive）
- 伊利沙伯女皇徑（Queen Elizabeth Driveway）
- 女皇道（Queensway）
- 藍斯威老道（Ramsayville Road）
- 列治文道（Richmond Road）
- 麗都街（Rideau Street）
- 河畔徑（Riverside Drive）
- 羅拔臣道（Robertson Road）
- 石谷道（Rockdale Road）
- 羅素道（Russell Road）
- 史葛街（Scott Street）
- 卡提耶徑（Sir George-Étienne Cartier Parkway）
- 聖約瑟大道（St. Joseph Boulevard）
- 蛇島道（Snake Island Road）
- 史利達街（Slater Street）
- 森麻實街（Somerset Street）
- 驛馬隊道（Stagecoach Road）
- 修適士徑（Sussex Drive）
- 域多利街（Victoria Street）
- 威靈頓街（Wellington Street）
- 胡道輝路（Woodroffe Avenue）

## 道路類別

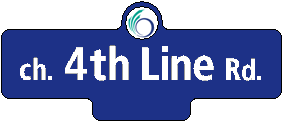
渥太華路牌式樣

- 城市高速公路
- 主幹路
- 主要集流道路（英语：Collector road）
- 集流道路
- 區內道路
- 聯邦道路
- 省道（英语：Ontario Provincial Highway Network）